# Notte di leggenda
Notte di leggenda è un'opera lirica di Alberto Franchetti, su libretto di Giovacchino Forzano. L'opera fu rappresentata per la prima volta al Teatro alla Scala di Milano il 14 gennaio 1915.

## Presentazione
La recensione apparsa su La Stampa il giorno seguente alla prima rappresentazione riferì di un ottimo successo («non si udì un solo cenno di protesta»), rilevando che il Franchetti nella musica aveva spesso saputo trovare «dolcezza di espressione nella melodia calma e fluente», pur compiacendosi talvolta di «irruzioni violente dell'orchestra», in un certo modo inevitabili in un libretto dal soggetto così grandguignolesco. L'autore dell'articolo notò anche «la varietà di colorito, la bellezza e ricchezza degli spunti melodici e la cura nello scolpire il carattere dei vari personaggi».

## Interpreti della première
| Ruolo     | Interprete         |
| --------- | ------------------ |
| Il Conte  | Giulio Cirino      |
| Vanna     | Cecilia Gagliardi  |
| Gualberto | Giuseppe De Luca   |
| Gilfredo  | Manfredi Polverosi |

Direttore Gino Marinuzzi (1882-1945).

## Trama
L'azione si svolge in Mugello, ai primi del XVII secolo, nel periodo in cui è granduca di Toscana Ferdinando I de' Medici, nel castello Aldrovandi.
Secondo una leggenda, quando cade la prima neve in casa Aldovrandi compare lo spettro della sposa di un vecchio conte, uccisa dal marito perché sorpresa con un amante. Lo spettro, per vendicarsi, avrebbe già ucciso due giovani Aldovrandi, stroncandone gli amori nascenti.
Al cadere della prima neve, l'attuale conte teme per la figlia Vanna, giovane e innamorata. Egli vorrebbe sapere chi è l'oggetto dei suoi sentimenti ma ella non glielo rivela. Allora il conte si fa aiutare da Gualberto Vismundi, che compare travestito da giullare, per una festa con la quale il conte vorrebbe scacciare la paura, chiedendogli di scoprire chi è l'amante della figlia e ucciderlo, pensando così che non sarà Vanna a morire. Il conte non sa che un tempo proprio Gualberto è stato amante di Vanna.
Vanna riceve il proprio innamorato, Gilfredo, che però deve fuggire al sopraggiungere del conte e di Gualberto, il quale invano cerca di inseguire Gilberto. Poi ha luogo un litigio tra Vanna e Gualberto, nel quale l'uomo, vedendo che non riesce a riconquistarne il cuore, minaccia la giovane di rivelare al padre la loro vecchia relazione. Vanna, al culmine del terrore, spara a Gualberto uccidendolo. Poco prima Gualberto aveva colpito con un'ascia un abete, per sfidare un'altra leggenda, secondo la quale il legno di quell'albero sarebbe divenuto la bara di chi ne avesse iniziato l'abbattimento. Vanna cerca di chiamare Gilberto, ma apprende che è stato ucciso e cade fulminata a morte proprio mentre l'abbattimentio dell'abete viene completato dai contadini.